# Kuwanaspis daliensis
Kuwanaspis daliensis är en insektsart som beskrevs av Hu 1982. Kuwanaspis daliensis ingår i släktet Kuwanaspis och familjen pansarsköldlöss. Inga underarter finns listade i Catalogue of Life.